# ألفونس دو لامارتين
الفونس دي لامارتين. (بالفرنسية: Alphonse de Lamartine) ؛ (21 أكتوبر 1790 - 28 فبراير 1869) شاعر وسياسي فرنسي. يُعدّ أحد أكبر شعراء المدرسة الرومانسية الفرنسية. خاض غمار السياسة، فتولى رئاسة الحكومة المؤقتة، بعد ثورة 1848. من أشهر أعماله «تأملات شعرية» (1820)، و «جوسلين» (1836)، و «سقوط ملاك» (1838).
و من أشهر قصائده قصيدة البحيرة التي ترجمها للعربية نقولا فياض.

## حياته

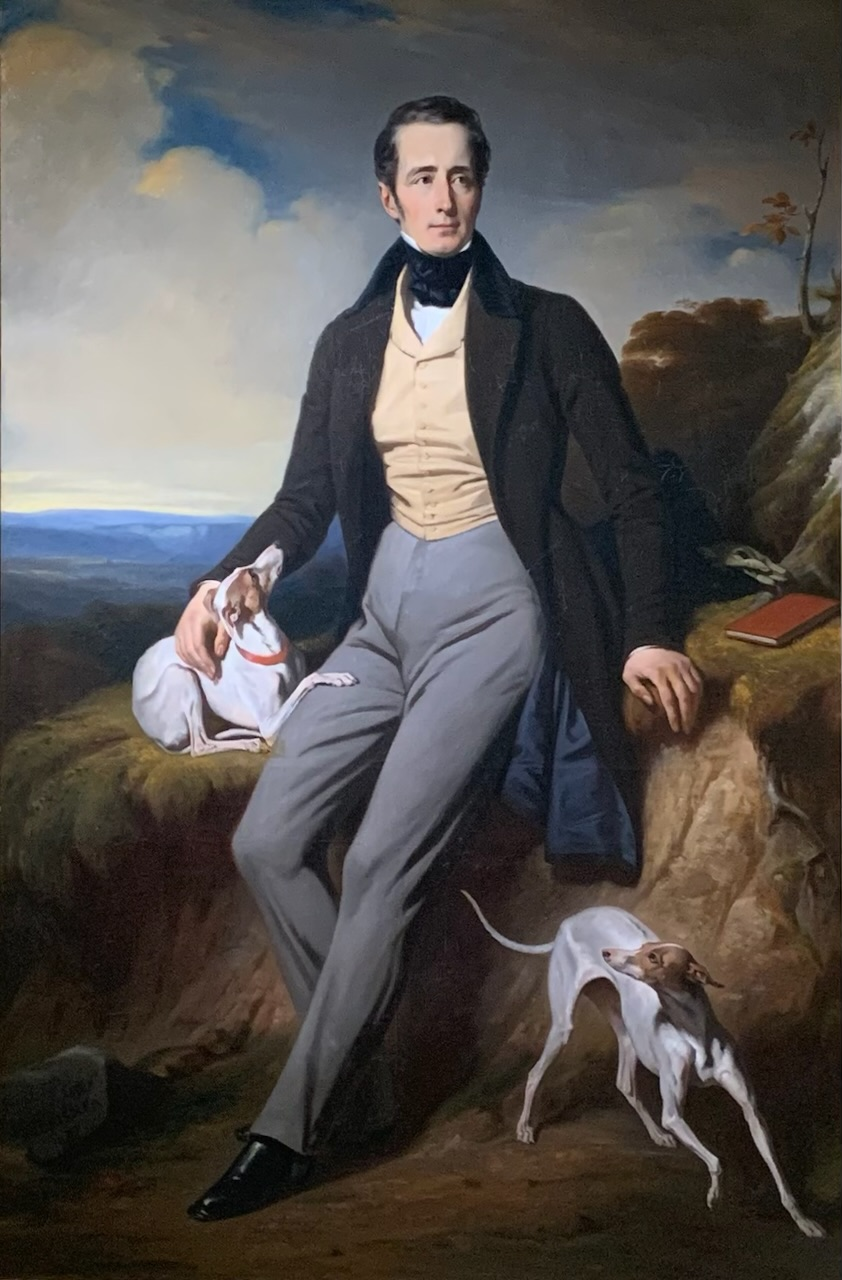
ألفونس دي لامارتين

كان كثير السفر وأقام مدة في إزمير في تركيا. وقد كان لامارتين ينتمي إلى طبقة النبلاء الفرنسيين، وهي أعلى طبقة في ذلك الزمان. ولذلك نشأ وترعرع في قصر «ميلي» تحت إشراف أمه الحنون التي لم تكن تطلب منه أكثر من أن يكون إنساناً حقيقياً وطيباً، لما يقول هو حرفياً.
وبعد أن أكمل دراساته في أحد المعاهد اليسوعية، أي التابعة للمسيحيين، راح يسافر في البلدان لكي يروّح عن نفسه كما يفعل معظم أولاد الأغنياء.وهكذا سافر إلى إيطاليا عام (1811) وبقي فيها حتى عام 1814: أي حتى سقوط النظام الإمبراطوري بقيادة نابليون بونابرت وعودة الملك لويس الثامن عشر إلى الحكم ثم راح يهتم بالأدب والشعر وينشر أولى مجموعاته الشعرية عام 1820 تحت عنوان: «تأملات شعرية». وكان عمره آنذاك واحداً وثلاثين عاماً.
والشيء العجيب الغريب هو أن هذا الديوان الأول جعل منه بين عشية وضحاها شاعراً مشهوراً يشار إليه بالبنان. وبعد ثلاث سنوات من ذلك التاريخ اصدر لامارتين مجموعة شعرية ثانية تحت عنوان: تأملات شعرية جديدة. ثم نشر بعدئذ عدة كتب من بينها: موت سقراط، واخر انشودة جحيم للطفل هارولد.
وبعد أن سافر إلى الشرق وتعرف على القدس في فلسطين حيث يوجد مهد المسيح ومقدسات المسيحية عاد إلى أوروبا وأصبح موظفاً في السفارة الفرنسية بمدينة فلورنسا الإيطالية. ثم تزوج من فتاة إنجليزية بعد عدة قصص حب فاشلة من بينها تلك القصة التي ألهمته قصيدة «البحيرةَ» الشهيرة.
وهي من أشهر القصائد الرومانطيقية في الشعر الفرنسي. وقد ترجمت إلى العربية شعراً عن طريق أحد الأدباء المصريين الكبار. ثم يردف المؤلف قائلاً: وبعدئذ انخرط لامارتين في الحياة السياسية وأصبح نائباً في البرلمان. وقد سحر زملاءه بخطاباته الشاعرية الفياضة المليئة بالعواطف النبيلة تجاه الشعب الفقير. وكان لامارتين خطيباً في الدرجة الأولى.
ثم نشر لامارتين بعد ذلك عدة كتب مهمة نذكر من بينها: رحلة إلى الشرق (1835)، جوسلين (1836)، سقوط ملاك (1838)، خشوع شعري (1839)، الخ. كما نشر كتاباً جميلاً عن تاريخ الثورة الفرنسية التي كانت لا تزال حديثة العهد. والغريب في الأمر أن لامارتين ذا الأصل النبيل والارستقراطي أصبح من كبار مؤيدي الثورة الفرنسية التي اطاحت بطبقة النبلاء الارستقراطيين وامتيازاتهم الضخمة! وقد عارض بشدة الحكم الرجعي للملك لويس فيليب وكان أحد قادة الثورة الشعبية الشهيرة عام 1848.
ثم أصبح عضواً في الحكومة المؤقتة لفرنسا بل وزيراً لخارجيتها، ولكن لفترة قصيرة. وكان من أكبر الداعين إلى إلغاء قانون الرقّ أو العبودية الذي يصيب السود.
ولكن صعود نابليون الثالث على سدة الحكم عام 1852 عن طريق انقلاب عسكري وضع حداً لحياته السياسية. فبعد أن أصبح اليمين الكاثوليكي في السلطة لم يعد له محل.

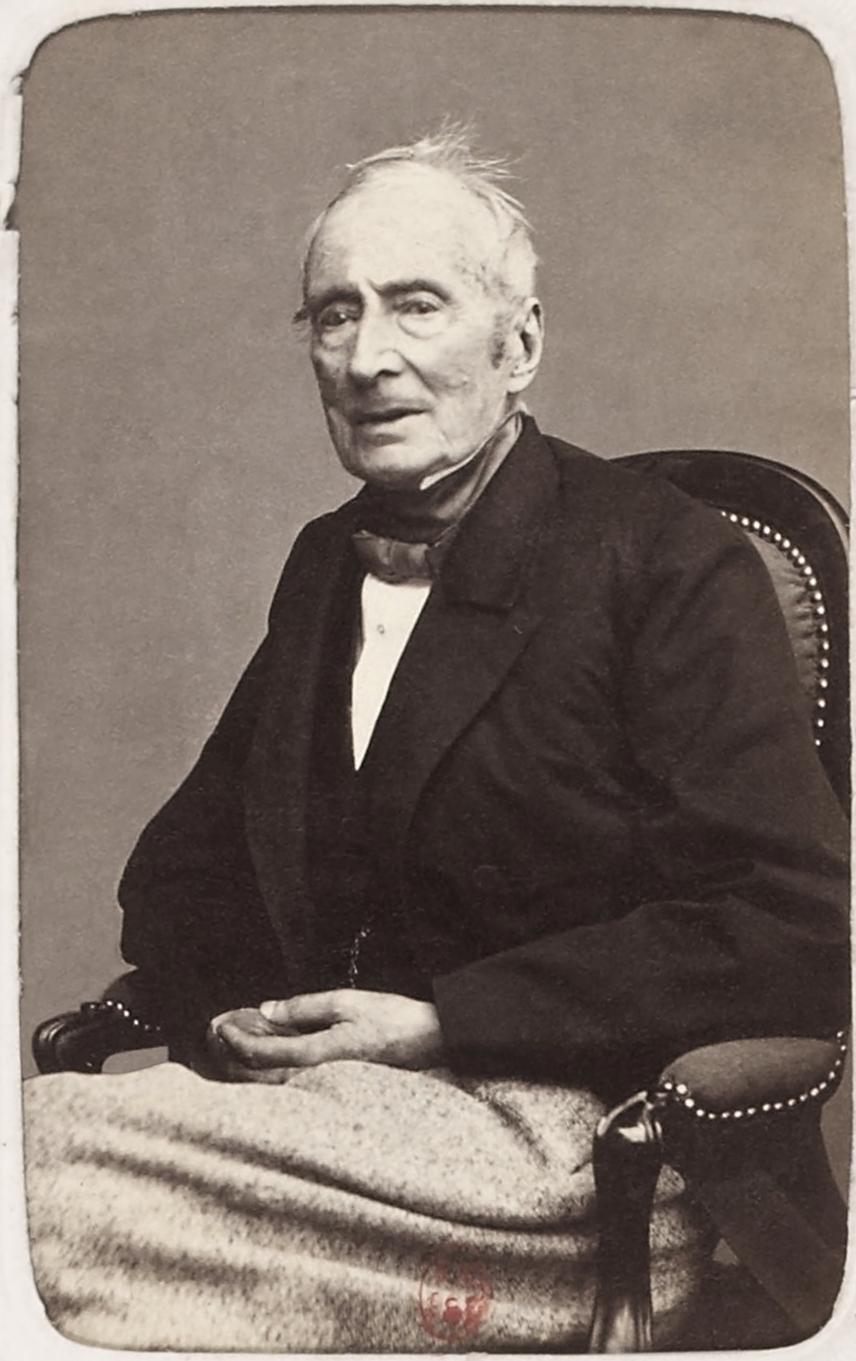
Alphonse de Lamartine, ca.1865

وهكذا انطوى على نفسه وراح يكرِّس جل وقته للأدب والكتابة، ولكنه لم يواجه السلطة الديكتاتورية مباشرة كما فعل فيكتور هيغو لأن ذلك كان سيؤدي به إلى القتل أو إلى السجن أو إلى النفي، ولذلك فضّل الصمت والمعارضة السرية غير الناشطة. وقد عاش السنوات الأخيرة من حياته بشكل تعيس وحزين، فقد كان مضطراً للعمل ليلاً نهاراً لكي يستطيع أن يعيش ويأكل الخبز.
وذلك لأنه لم يستغل مواقعه السلطوية لكي يغتني كما فعل الكثيرون، وقد اشتكى في إحدى الرسائل إلى فيكتور هيغو بأنه يخشى أن يصادروا بيته ومكتبه والأثاث لأنه لا يستطيع أن يدفع الفواتير. ثم اضطر تحت ضغط الحاجة الماسة إلى قبول هبة من الدولة عام 1867، وقد عاب عليه المثقفون «اليساريون» ذلك واتهموه بالتواطؤ مع الديكتاتور المستبد نابليون الثالث، ولكن هل كان أمامه خيار آخر؟ وهل يريدون له أن يموت في الشارع وهو أحد أشهر شخصيات فرنسا في ذلك الوقت؟
مهما يكن من أمر، فإنه مات مغموماً ومهموماً بعد ذلك بسنتين فقط، ورفضت عائلته تنظيم جنازة وطنية له خوفاً من أن تستغلها السلطة لمصلحتها. هذا هو باختصار شديد ملخص حياة لامارتين. والآن ماذا عن أعماله ومنجزاته الشعرية والفكرية؟
يمكن القول إن مجموعته الشعرية الأولى «تأملات شعرية» دشّنت الشعر الرومانطيقي في فرنسا وأغلقت المرحلة الكلاسيكية، فقد بدت وكأنها صادرة عن الأعماق، أعماق القلب الحساس

## من أقواله[13]
- الضمير وحده بدون الله، يُشبه محكمة بدون قاض !
- الشعراء والأبطال هما شخصيتين من نفس العِرق!
- هناك امرأة خلف كل البدايات العظيمة التي تحدث
- الحياة شعلة إما أن نحترق بنارها أو نطفئها ونعيش في ظلام.

## أعماله المترجمة للعربية
من بينها:
- غصن البان في رياض الجنان، (العنوان الأصلي: رفائيل) ترجمة: نجيب الحداد، 1900
- جوسلين، ترجمة: إلياس أبو شبكة، 1926

## روابط خارجية
- ألفونس دو لامارتين على موقع IMDb (الإنجليزية)
- ألفونس دو لامارتين على موقع الموسوعة البريطانية (الإنجليزية)
- ألفونس دو لامارتين على موقع ميوزك برينز (الإنجليزية)
- ألفونس دو لامارتين على موقع إن إن دي بي (الإنجليزية)
- ألفونس دو لامارتين على موقع ديسكوغز (الإنجليزية)
- ألفونس دو لامارتين على موقع قاعدة بيانات الفيلم (الإنجليزية)
- كتب ألفونس دو لامارتين في مؤسسة هنداوي، مؤسسة هنداوي